# Dorylus fulvus
Dorylus fulvus är en myrart som först beskrevs av John Obadiah Westwood 1839.  Dorylus fulvus ingår i släktet Dorylus och familjen myror.

## Underarter
Arten delas in i följande underarter:
- D. f. badius
- D. f. crosi
- D. f. dentifrons
- D. f. eurous
- D. f. fulvus
- D. f. glabratus
- D. f. juvenculus
- D. f. mordax
- D. f. obscurior
- D. f. punicus
- D. f. ruficeps
- D. f. saharensis